# Cariniana
Cariniana,  yesquero (Bo), jequitiba (Br), cachimbo (Pe), bacú (Ve)  es un género de árboles  en la familia de las  Lecythidaceae, nativo de Sudamérica. Muchas son  importantes económicamente para madera.

## Descripción
Son árboles del dosel o emergentes, generalmente sin contrafuertes o con contrafuertes poco desarrollados. Corteza generalmente fisurada, la corteza interior roja. Hojas eucamptódromas; nervaduras terciarias o reticuladas. Inflorescencias terminales, raramente axilares, en racimos o panículas. Flores pequeñas, de menos de 10 mm de diámetro, zigomorfas; sépalos 6; pétalos 6; androceo prolongado a un lado; ovario 3-locular, los óvulos insertados en la base del septo. Frutos cilíndricos o turbinados, el pericarpo leñoso, grueso a muy grueso; semillas con una ala 1-lateral; embrión con 2 cotiledones foliáceos.

## Taxonomía
El género fue descrito por Giovanni Casaretto  y publicado en Novarum Stirpium Brasiliensium Decades 4: 35–36. 1842.

## Especies
- Cariniana brasiliensis (ver Cariniana legalis)
- Cariniana carajarum (ver Cariniana rubra)
- Cariniana clavata
- Cariniana decandra
- Cariniana domestica
- Cariniana estrellensis kaikayguá
- Cariniana ianeirensis
- Cariniana integrifolia
- Cariniana kuhlmannii
- Cariniana legalis
- Cariniana pachyantha
- Cariniana pauciramosa
- Cariniana penduliflora
- Cariniana pyriformis
- Cariniana rubra
- Cariniana uaupensis